# Grayenulla nova
Grayenulla nova är en spindelart som beskrevs av Zabka 1992. Grayenulla nova ingår i släktet Grayenulla och familjen hoppspindlar. Inga underarter finns listade i Catalogue of Life.